# Hoh-floden
Hoh-floden er en flod i det Pacific Northwest, nærmere bestemt på Olympichalvøen i staten Washington i nordvestlige USA. Floden udspringer i Olympic Mountains og løber mod vest gennem Olympic National Park og  Olympic National Forest, og munder ud i Stillehavet. 
Flodens vand kommer primært fra gletsjerne på Mount Olympus, det højeste bjerg i Olympic Mountains. Floden er en såkaldt "forgrenet flod", og dens mange kanaler flyder over et stort område med banker af grus og småsten.
Hoh-floden har sit navn fra ordet Hoxw, som er flodens navn på det lokale sprog Quinault; ét af flere sprog i området.

## Hoh stammen
Hoh-floden er nært knyttet til indianer-stammen Hoh; den er vigtig for dem som fødekilde, men også kulturelt og mytologisk. Hoh-stammen, kalder sig selv for Chalá-at, og deres moderne betegnelse, understreger blot deres nære forbindelse til Hoh-floden. Hoh-stammen tæller i dag kun ca. 80 indianere.